# Sixalix libyca
Sixalix libyca är en tvåhjärtbladig växtart som först beskrevs av S.A. Alavi, och fick sitt nu gällande namn av W. Greuter och Burdet. Sixalix libyca ingår i släktet Sixalix och familjen Dipsacaceae. Inga underarter finns listade i Catalogue of Life.